# Fédération népalaise de rugby à XV
La Fédération népalaise de rugby à XV (officiellement en anglais : Nepal Rugby Association) est l'instance qui régit l'organisation du rugby à XV au Népal.

## Historique
L'organisme est fondé le 29 janvier 1992. Il sera reconnu par le conseil national des Sports (en) trois ans plus tard, en 1995.
Après avoir été officiellement enregistré auprès du conseil national des Sports le 25 avril 2012, et à l'issue d'une réorganisation, la Nepal Rugby Association tient sa première assemblée générale le 14 mai 2012 et établit des ligues régionales et de district afin de développer la pratique du rugby dans le pays.
En janvier 2014, elle organise son premier tournoi national, ce qui permet d'acter la création d'une équipe nationale. La même année, la fédération devient membre associé de la Asian Rugby Football Union en juin, organisme continental asiatique du rugby : cet enregistrement auprès des instances officielles permet aux équipes nationales de rugby à sept masculine et féminine de faire leurs débuts internationaux lors d'un tournoi continental disputé à Chennai.
La Fédération devient membre à part entière auprès de Asia Rugby le 29 août 2018.
Dans le cadre de la tournée promotionnelle du trophée de la Coupe du monde de rugby à XV faisant étape au Népal en décembre 2018 – cette dernière étant organisée en 2019 au Japon, soit la première édition organisée sur le continent asiatique dans l'histoire de la compétition – l'intérêt national pour le sport connaît un fort développement.
Le 18 novembre 2020, la fédération devient membre associé de World Rugby, organisme international du rugby,, avant d'être promue membre à part entière le 11 mai 2023,.
Bien que le rugby à sept ait un statut olympique, la fédération n'est pas affiliée au sein du comité olympique du Népal.

## Infrastructures
Le rugby népalais est organisé autour de ligues régionales, suivant un découpage proche de celui des provinces nationales : Bagmati, Gandaki, Koshi, Lumbini, Karnali ainsi que l'ancienne région d'Extrême-Ouest. Quelques ligues de district sont également en place.

## Présidents
Parmi les personnes se succédant au poste de président de la fédération, on retrouve :
- Tanka Lal Ghising[4]
- Dipak Devkota[5]